# Архиепархия Куритибы
 Архиепархия Куритибы  (лат. Archidioecesis Curitibensis) — архиепархия Римско-Католической церкви с центром в городе Куритиба, Бразилия. В митрополию Куритибы входят епархии Гуарапуавы, Паранагуа, Понта-Гросы, Униан-да-Витории, Сан-Жозе-дус-Пиньяйса. Кафедральным собором архиепархии Куритибы является церковь Пресвятой Девы Марии.

## История
27 апреля 1892 года Римский папа Лев XIII издал буллу Ad universas Orbis Ecclesias, которой учредил епархию Куритибы, выделив её из епархии Сан-Паулу и архиепархии Рио-де-Жанейро. В этот же день епархия Куритибы вошла в митрополию Рио-де-Жанейро.
19 марта 1908 года епархия Куритибы передала часть своей территории в пользу возведения новой епархии Санта-Катарины (сегодня — Архиепархия Флорианополиса).
7 июня 1908 года епархия Куритибы вошла в митрополию Сан-Паулу.
10 мая 1926 года Римский папа Пий XI издал буллу Quum in dies numerus, которой епархия Куритибы была возведена в ранг архиепархии. В этот же день епархия Куритибы передала часть своей территории в пользу возведения новых епархий Понта-Гросы и Жакарезинью, а также территориальной прелатуре Фос-ду-Игуасу.
21 июля 1962 года, 3 декабря 1976 года и 6 декабря 2006 года архиепархия Куритибы передала часть своей территории в пользу возведения новых епархий Паранагуа, Униан-да-Витории и Сан-Жозе-дус-Пиньяйса.

## Ординарии архиепархии
- епископ José de Camargo Barros (16.01.1894 — 9.11.1903) — назначен епископом Сан-Паулу;
- епископ Leopoldo Duarte e Silva (10.05.1904 — 18.12.1906) — назначен епископом Сан-Паулу;
- архиепископ João Francisco Braga (27.10.1907 — 22.06.1935);
- архиепископ Ático Eusébio da Rocha (16.12.1935 — 11.04.1950);
- архиепископ Manoel da Silveira d’Elboux (19.08.1950 — 6.02.1970);
- архиепископ Pedro Antônio Marchetti Fedalto (28.12.1970 — 19.05.2004);
- архиепископ Moacyr José Vitti (19.05.2004 — † 26.06.2014);
- архиепископ José Antônio Peruzzo (с 7 января 2015 года).

## Источник
- Annuario Pontificio, Libreria Editrice Vaticana, Città del Vaticano, 2003, ISBN 88-209-7422-3
- Булла Ad universas orbis, Sanctissimi Domini nostri Leonis papae XIII allocutiones, epistolae, constitutiones aliaque acta praecipua, Vol. V (1891—1894), Bruges 1897, pp. 56-65  (лат.)
- Булла Quum in dies numerus, AAS 19 (1927), p. 81 Архивная копия от 3 марта 2013 на Wayback Machine  (лат.)